# Nous nous sommes tant haïs
Pour plus de détails, voir Fiche technique et Distribution.
Nous nous sommes tant haïs est un téléfilm franco-autrichien réalisé par Franck Apprederis et diffusé le 24 mars 2007.

## Synopsis
Les difficiles débuts de la construction européenne au lendemain de la Seconde Guerre mondiale avec les rancœurs toujours vivaces.
Puis l'histoire d'amour impossible à vivre entre une Française (Marie) et un soldat allemand (Jürgen) pendant la guerre, va-t-elle enfin devenir possible en 1950 ?

## Fiche technique
- Réalisateur : Franck Apprederis
- Scénaristes : Franck Apprederis et Jacqueline Cauët
- Date de diffusion : 24 mars 2007
- Durée : 117 minutes
- Genre : Drame

## Distribution
- Sarah Biasini : Marie Destrade
- Bernard-Pierre Donnadieu : Jean Monnet
- Paweł Deląg : Jürgen Köller
- François Marthouret : Robert Schuman
- Mathis Jamet : Pierre
- Christine Boisson : Jeanne
- Anne Loiret : Madeleine
- Arnaud Apprederis : François
- Yves Pignot : Maurice Thorez
- Hans Meyer : Konrad Adenauer